# Nuoto ai campionati europei di nuoto 2022 - 50 metri rana maschili
La gara dei 50 metri rana maschili dei campionati europei di nuoto 2022 si è svolta il 15 e il 16 agosto 2022. Al mattino del 15 agosto si sono svolte le batterie e nel pomeriggio le semifinali, mentre la finale si è disputata nel pomeriggio del 16 agosto.

## Podio
| Pos.    | Atleta             | Nazione  |
| ------- | ------------------ | -------- |
| Oro     | Nicolò Martinenghi | Italia   |
| Argento | Simone Cerasuolo   | Italia   |
| Bronzo  | Lucas Matzerath    | Germania |

## Record
Prima della manifestazione il record del mondo (RM), il record europeo (EU) e il record dei campionati (RC) erano i seguenti.
|  | 25"95 | Adam Peaty | 25 luglio 2017 Budapest |
|  | 25"95 | Adam Peaty | 25 luglio 2017 Budapest |
|  | 26"09 | Adam Peaty | 8 agosto 2018 Glasgow   |

Durante la competizione non sono stati migliorati record.

## Risultati

### Batterie
| Pos. | Batteria | Corsia | Atleta                   | Nazionalità | Tempo       | Note |
| ---- | -------- | ------ | ------------------------ | ----------- | ----------- | ---- |
| 1    | 5        | 4      | Nicolò Martinenghi       | Italia      | 26"71       | Q    |
| 2    | 3        | 4      | Simone Cerasuolo         | Italia      | 26"85       | Q    |
| 3    | 4        | 5      | Fabio Scozzoli           | Italia      | 26"89       |      |
| 4    | 3        | 3      | Federico Poggio          | Italia      | 27"07       |      |
| 5    | 3        | 5      | Lucas Matzerath          | Germania    | 27"10       | Q    |
| 6    | 4        | 4      | Jan Kozakiewicz          | Polonia     | 27"32       | Q    |
| 7    | 5        | 6      | Peter John Stevens       | Slovenia    | 27"38       | Q    |
| 8    | 4        | 7      | Volodymyr Lisovets       | Ucraina     | 27"41       | Q    |
| 9    | 5        | 5      | Bernhard Reitshammer     | Austria     | 27"42       | Q    |
| 10   | 5        | 7      | Olli Kokko               | Finlandia   | 27"46       | Q    |
| 11   | 5        | 3      | Kristian Pitshugin       | Israele     | 27"48       | Q    |
| 12   | 4        | 6      | Andrius Šidlauskas       | Lituania    | 27"52       | Q    |
| 13   | 5        | 0      | Valentin Bayer           | Austria     | 27"57       | Q    |
| 14   | 3        | 7      | Tonislav Sabev           | Bulgaria    | 27"58       | Q    |
| 15   | 4        | 2      | Arkadios Aspougalis      | Grecia      | 27"62       | Q    |
| 16   | 5        | 8      | Carl Aitkaci             | Francia     | 27"75       | Q    |
| 17   | 3        | 8      | Bartosz Skóra            | Polonia     | 27"81       | Q    |
| 18   | 4        | 8      | Antoine Viquerat         | Francia     | 27"87       | Q    |
| 19   | 4        | 3      | James Wilby              | Regno Unito | 27"93       |      |
| 20   | 3        | 1      | Heiko Gigler             | Austria     | 28"00       |      |
| 21   | 5        | 2      | Jørgen Bråthen           | Norvegia    | 28"01       |      |
| 22   | 3        | 2      | Gregory Butler           | Regno Unito | 28"13       |      |
| 23   | 2        | 4      | Darragh Greene           | Irlanda     | 28"22       |      |
| 24   | 4        | 9      | Daniel Räisänen          | Svezia      | 28"24       |      |
| 25   | 3        | 6      | Nicholas Lia             | Norvegia    | 28"26       |      |
| 26   | 5        | 9      | Eoin Corby               | Irlanda     | 28"30       |      |
| 27   | 4        | 1      | Konstantinos Meretsolias | Grecia      | 28"32       |      |
| 28   | 3        | 0      | Maksym Ovchinnikov       | Ucraina     | 28"35       |      |
| 29   | 4        | 0      | Christoffer Haarsaker    | Norvegia    | 28"38       |      |
| 30   | 2        | 3      | Panayiotis Panaretos     | Cipro       | 28"41       |      |
| 31   | 3        | 9      | Lyubomir Epitropov       | Bulgaria    | 28"46       |      |
| 32   | 5        | 1      | Uroš Živanović           | Serbia      | 28"47       |      |
| 33   | 1        | 5      | Maksym Tkachuk           | Ucraina     | 28"80       |      |
| 34   | 2        | 7      | Constantin Malachi       | Moldavia    | 28"85       |      |
| 35   | 2        | 6      | Markos Iakovidis         | Cipro       | 28"88       |      |
| 36   | 1        | 4      | Emil Hassling            | Svezia      | 28"89       |      |
| 37   | 1        | 6      | David Kyzymenko          | Ucraina     | 28"91       |      |
| 38   | 2        | 1      | Matěj Zábojník           | Rep. Ceca   | 28"97       |      |
| 39   | 2        | 5      | Ari-Pekka Liukkonen      | Finlandia   | 29"04       |      |
| 40   | 2        | 8      | Luka Mladenovic          | Austria     | 29"06       |      |
| 41   | 1        | 3      | Denis Svet               | Moldavia    | 29"07       |      |
| 42   | 2        | 2      | Savvas Thomoglou         | Grecia      | 29"28       |      |
| 43   | 2        | 9      | Aleksas Savickas         | Lituania    | 29"55       |      |
| 44   | 1        | 2      | Daniils Bobrovs          | Lettonia    | 29"59       |      |
| 45   | 1        | 7      | Luka Eradze              | Georgia     | 29"64       |      |
| 46   | 1        | 8      | Raoul Stafrace           | Malta       | 29"97       |      |
| DNS  | 1        | 1      | Giacomo Casadei          | San Marino  | Non partito |      |
| DNS  | 2        | 0      | Oskar Hoff               | Svezia      | Non partito |      |

### Semifinali

#### Semifinale 1
| Pos. | Corsia | Atleta             | Nazionalità | Tempo | Note |
| ---- | ------ | ------------------ | ----------- | ----- | ---- |
| 1    | 4      | Simone Cerasuolo   | Italia      | 26"86 | Q    |
| 2    | 3      | Volodymyr Lisovets | Ucraina     | 27"34 | Q    |
| 3    | 6      | Olli Kokko         | Finlandia   | 27"43 | Q    |
| 4    | 5      | Jan Kozakiewicz    | Polonia     | 27"50 |      |
| 5    | 2      | Andrius Šidlauskas | Lituania    | 27"70 |      |
| 6    | 1      | Carl Aitkaci       | Francia     | 27"73 |      |
| 7    | 7      | Tonislav Sabev     | Bulgaria    | 27"73 |      |
| 8    | 8      | Antoine Viquerat   | Francia     | 27"98 |      |

#### Semifinale 2
| Pos. | Corsia | Atleta               | Nazionalità | Tempo | Note |
| ---- | ------ | -------------------- | ----------- | ----- | ---- |
| 1    | 4      | Nicolò Martinenghi   | Italia      | 26"64 | Q    |
| 2    | 5      | Lucas Matzerath      | Germania    | 27"16 | Q    |
| 3    | 6      | Bernhard Reitshammer | Austria     | 27"19 | Q    |
| 4    | 3      | Peter John Stevens   | Slovenia    | 27"27 | Q    |
| 5    | 7      | Valentin Bayer       | Austria     | 27"34 | Q    |
| 6    | 1      | Arkadios Aspougalis  | Grecia      | 27"55 |      |
| 7    | 2      | Kristian Pitshugin   | Israele     | 27"68 |      |
| 8    | 8      | Bartosz Skóra        | Polonia     | 27"77 |      |

### Finale
| Pos. | Corsia | Atleta               | Nazionalità | Tempo | Note |
| ---- | ------ | -------------------- | ----------- | ----- | ---- |
|      | 4      | Nicolò Martinenghi   | Italia      | 26"33 |      |
|      | 5      | Simone Cerasuolo     | Italia      | 26"95 |      |
|      | 3      | Lucas Matzerath      | Germania    | 27"11 |      |
| 4    | 7      | Valentin Bayer       | Austria     | 27"19 |      |
| 5    | 8      | Olli Kokko           | Finlandia   | 27"26 |      |
| 6    | 6      | Bernhard Reitshammer | Austria     | 27"29 |      |
| 7    | 1      | Volodymyr Lisovets   | Ucraina     | 27"59 |      |
| 8    | 2      | Peter John Stevens   | Slovenia    | 27"74 |      |